# Kaja Jerina
Kaja Jerina, slovenska nogometašica, *11. september 1992, Ljubljana.
Od leta 2015 igra za nemški klub SV Henstedt-Ulzburg, že od leta 2011 pa je tudi članica Slovenske ženske nogometne reprezentance.